# 2. ŽNL Krapinsko-zagorska 2006./07.
Ovaj članak je podtema članka: 6. rang HNL-a 2006./07.

2. ŽNL Krapinsko-zagorska u sezoni 2006./07. je predstavljala drugi stupanj županijske lige u Krapinsko-zagorskoj županiji, te ligu šestog stupnja hrvatskog nogometnog prvenstva. 
 
Sudjelovalo je deset klubova, a prvak lige je postao klub "Zagorec" iz Velikog Trgovišća.   

## Sustav natjecanja
Deset klubova je igralo dvokružnu ligu (18 kola). 

## Ljestvica
| mj. | klub                        | ut. | pob | ner | por | gol+ | gol- | bod |
| --- | --------------------------- | --- | --- | --- | --- | ---- | ---- | --- |
| 1.  | Zagorec Veliko Trgovišće    | 18  | 14  | 2   | 2   | 51   | 13   | 44  |
| 2.  | Ivančica Zlatar Bistrica    | 18  | 13  | 1   | 4   | 46   | 18   | 40  |
| 3.  | Toplice (Krapinske Toplice) | 18  | 12  | 1   | 5   | 49   | 19   | 37  |
| 4.  | Sloga Konjščina             | 18  | 10  | 4   | 4   | 44   | 20   | 34  |
| 5.  | Omladinac Dubrovčan         | 18  | 9   | 2   | 7   | 56   | 34   | 29  |
| 6.  | Mladost Belec               | 18  | 9   | 1   | 8   | 25   | 25   | 28  |
| 7.  | Mladost Marija Bistrica     | 18  | 5   | 2   | 11  | 28   | 46   | 17  |
| 8.  | Đalski Gubaševo             | 18  | 5   | 1   | 12  | 35   | 47   | 16  |
| 9.  | Milengrad Budinščina        | 18  | 3   | 1   | 14  | 19   | 67   | 10  |
| 10. | Lobor                       | 18  | 2   | 1   | 15  | 19   | 83   | 7   |

## Rezultatska križaljka
| kratica | klub                        | ĐAL | IVA | LOB | MIL | MLB | MLMB | OML | SLO | TOP | ZAG |
| --- | --------------------------- | --- | --- | --- | --- | --- | ---- | --- | --- | --- | --- |
| ĐAL | Đalski Gubaševo             |     |     |     |     |     |      |     |     |     |     |
| IVA | Ivančica Zlatar Bistrica    |     |     |     |     |     |      |     |     |     |     |
| LOB | Lobor                       |     |     |     |     |     |      |     |     |     |     |
| MIL | Milengrad Budinščina        |     |     |     |     |     |      |     |     |     |     |
| MLB | Mladost Belec               |     |     |     |     |     |      |     |     |     |     |
| MLMB | Mladost Marija Bistrica     |     |     |     |     |     |      |     |     |     |     |
| OML | Omladinac Dubrovčan         |     |     |     |     |     |      |     |     |     |     |
| SLO | Sloga Konjščina             |     |     |     |     |     |      |     |     |     |     |
| TOP | Toplice (Krapinske Toplice) |     |     |     |     |     |      |     |     |     |     |
| ZAG | Zagorec Veliko Trgovišće    |     |     |     |     |     |      |     |     |     |     |
| |                             |     |     |     |     |     |      |     |     |     |     |
| podebljan rezultat - utakmice od 1. do 9. kola (1. utakmica između klubova) rezultat normalne debljine - utakmice od 10. do 18. kola (2. utakmica između klubova) rezultat nakošen - nije vidljiv redoslijed odigravanja međusobnih utakmica iz dostupnih izvora rezultat nakošen i smanjen * - iz dostupnih izvora nije uočljiv domaćin susreta prekrižen rezultat - poništena ili brisana utakmica p - utakmica prekinuta 3:0 p.f. / 0:3 p.f. - rezultat 3:0 bez borbe |                             |     |     |     |     |     |      |     |     |     |     |

 Izvori: 

## Vanjske poveznice
- nskzz.hr, Nogometni savez Krapinsko-zagorske županije
- semafor.hns.family